# بث تلفازي أرضي

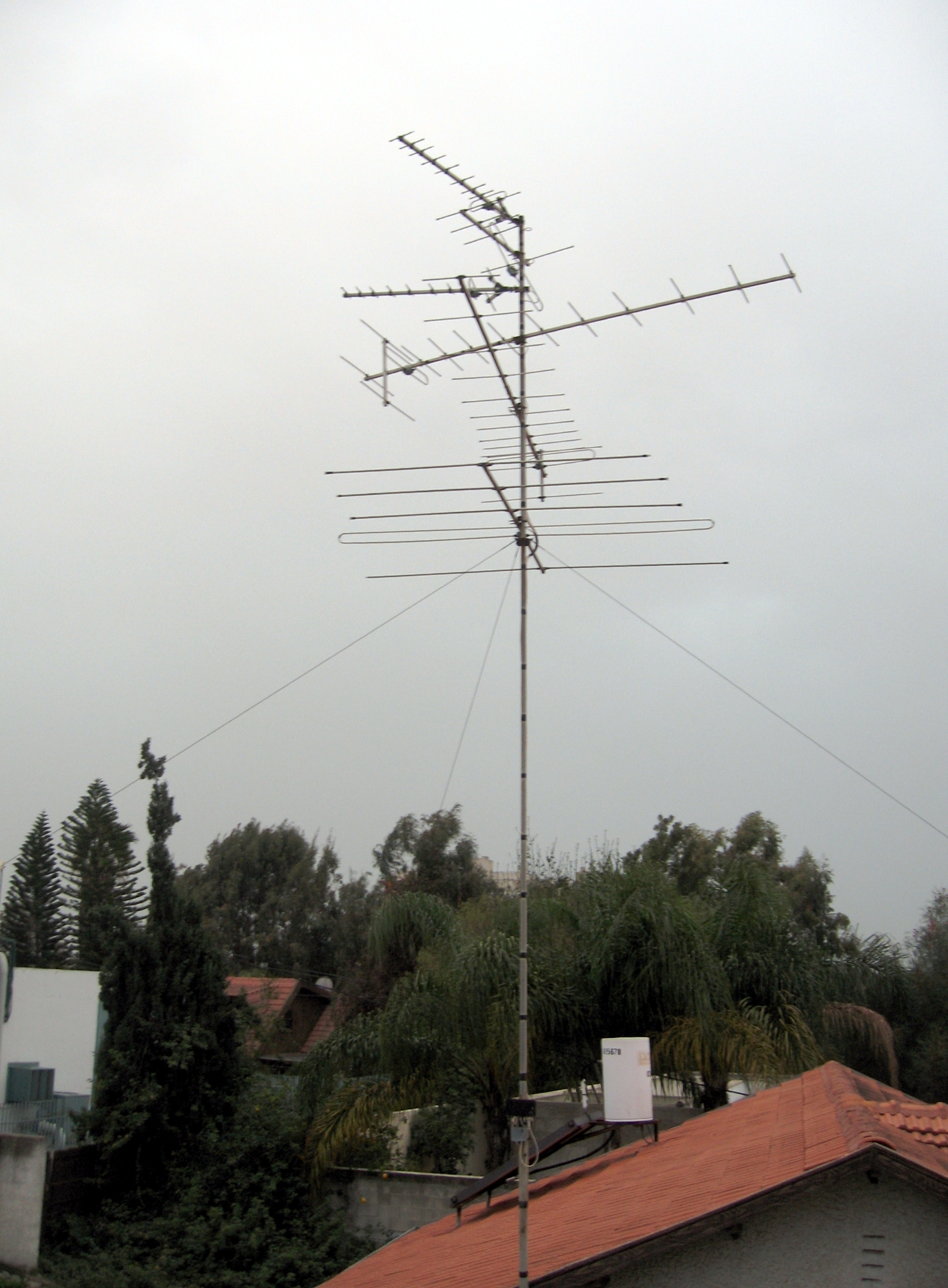
بث أرضي فوق أسطح المنازل

البث التلفازي الأرضي أو التلفاز الأرضي هي عبارة عن طريقة لبث مواد تلفازية بدون الأقمار الصناعية أو الكابلات وتكون عادة باستخدام موجات الراديو في النطاقين (UHF , VHF) من خلال إرسال واستقبال هوائيات من محطة الإرسال وهوائي منزلي بسيط ويتطلب موالف (تلفاز) لعرض المحتوى، وتتم من خلال نوع البث المستخدم مثل البث الملون والبث الأسود والأبيض وتعتمد حسب الجهاز والنظام المستخدم في النطاق.

## التاريخ
التلفاز الأرضي يعود إلى البدايات الأولى لنظام البث التلفازي لمسافات طويلة وأول بث بدأ من واشنطن، DC، في 7 أبريل، 1927. وبعدها BBC البريطانية بدأت البث التلفازي للجمهور في عام 1929، وكان جدول منتظم للبرامج التلفازية في عام 1930. وبصرف النظر عن انتقال البث من خلال طائرات تحلق على ارتفاع عال تتحرك في حلقة باستخدام نظام وضعتها ستنجهاوس.

## خطة ST61 لتنظيم البث الأرضي
بعد مؤتمر ST61 استخدمت لأول مرة الترددات UHF في المملكة المتحدة في عام 1964 مع إدخال BBC2 في المملكة المتحدة، وأبقى قنوات VHF على النظام القديم 405 خط النظام، في حين تم استخدام UHF فقط ل 625 سطر البث (التي كانت في وقت لاحق اللوان PAL). استمر البث التلفزيوني في النظام 405 سطر بعد إدخال أربعة برامج تناظرية في النطاقين UHF حتى تم تشغيل سطر 405 آخر من أجهزة الإرسال في 6 يناير، 1985. لا يزال يستخدم VHF باند III في بلدان أخرى في جميع أنحاء أوروبا للبث PAL، على الرغم من العديد من الخطط للتخلص من ذلك.
نجاح التلفزيونية التماثلية الأرضية في جميع أنحاء أوروبا يختلف من بلد إلى آخر. على الرغم من أن كل بلد له الحق في عدد معين من الترددات بموجب خطة ST61، لم تجر ليس كل منهم في

## أمريكا الشمالية
في التلفاز الأرضية الشمالية أمريكا خضع لتحول ثوري مع القبول النهائي لل NTSC لبث القياسية التلفزيون الملون في عام 1953. في وقت لاحق، وأوروبا وبقية العالم اختار إما في وقت لاحق بين PAL وSECAM المعايير تلفزيون ملون، أو اعتمدت NTSC. اليابان تستخدم أيضا نسخة من NTSC.
بالإضافة إلى التهديد من تلفزيون الكابل والتلفزيون التناظرية الأرضية الآن أيضا عرضة للمنافسة من القنوات الفضائية والفيديو وتوزيع محتوى الفيلم على الإنترنت. تكنولوجيا التلفزيون الرقمي الأرضي وقد وضعت ردا على هذه التحديات. صعود التلفزيون الرقمي الأرضي، وخاصة التلفزيون عالي الوضوح قد (HDTV)، مارك حد لتراجع استقبال البث التلفزيوني عبر هوائيات الاستقبال التقليدية، والتي يمكن الحصول على أكثر من والهواء إشارات التلفزيون عالي الوضوح.
في أمريكا الشمالية، بث التلفزيون الأرضية تعمل على القنوات التلفزيونية من 2 إلى 6 (VHF المنخفض الفرقة، المعروفة باسم I الفرقة في أوروبا)، من 7 إلى 13 (VHF عالية الفرقة، المعروفة باسم الفرقة الثالثة في مكان آخر)، و14 من خلال 69 (UHF فرقة التلفزيون، في مكان آخر نطاقات الرابع والخامس). أرقام القنوات ترددات تمثل الفعلية المستخدمة للبث إشارة التلفزيون. بالإضافة إلى ذلك، المترجمين التلفزيون والتعزيز يمكن استخدامها لإعادة بث إشارة TV الأرضية باستخدام قناة غير مستخدمة إلا لتغطية المناطق ذات الاستقبال هامشية. ويمكن الاطلاع على الرسم البياني يبين أمريكا الشمالية التلفزيون bandplan في البث التلفزيوني في أمريكا الشمالية الترددات الصفحة.
ملاحظة: اعتبارا من 2011/1/8، وقنوات التلفزيون التناظرية من 2 إلى 6، وتستخدم فقط من 7 إلى 13 و14 إلى 51 ل LPTV لا تزال تستخدم محطات الترجمة في القنوات الأمريكية من 52 إلى 69 في ظروف استثنائية للمترجمين في بعض LPTV عن بعد مناطق كندا. تلقت هيئة الإذاعة الكندية إذن لمواصلة البث التناظري على مستويات الطاقة انخفاض حاد في بعض الأسواق إلزامية حتى 2012/01/08. ومن المتوقع أن يتم إغلاق هذه المحطات إلى أسفل بدلا من تحويلها إلى النظام الرقمي.

## آسيا
- تشير العديد من الأبحاث في مجال البث التلفزيوني إلى أن تلفزيون بغداد كان أول تلفزيون يبث باللغة العربية في منطقة الشرق الأوسط عام 1956، لتأتي الجزائر بعد ذلك، ثم مصر فلبنان ثم الأردن.بدأ أول إرسال لتلفزيون العراق في الثاني من أيار/مايو 1956. واقتصر البث في البداية على بغداد، ليشمل في أواخر الستينيات البصرة والموصل وكركوك. قبل ذلك بعام، حضرت إحدى الشركات الألمانية للمشاركة في معرض تجاري للأجهزة الإلكترونية في بغداد وصادف أن بين معروضاتها جهاز للبث التلفزيوني باللونين الأبيض والأسود مع استوديو صغير مجهز بلوازم التصوير وعدد من أجهزة التلفاز التي شدت انتباه العراقيين.[4]

وبعد انتهاء المعرض قررت الشركة إهداء تلك المعروضات إلى الحكومة العراقية. كان التلفزيون العراقي يخضع لسلطة الإعلام الحكومي ويلتزم بكل التغطيات الخاصة بالأنشطة الرسمية والتي كانت تمتد لساعات. اختير عدنان أحمد راسم النعيمي مديرا لأول قناة عراقية، وكان قد حصل على شهادة الدبلوم في السمعية والبصرية وماجستير في التربية الفنية من جامعة إنديانا الأمريكية. يتذكر العراقيون برنامج «العلم للجميع» ومقدمه الراحل كامل الدباغ الذي كان يقدم الأخبار العلمية في العالم بطريقة مبسطة وجذابة. في العام 1976 بدأ وعلى نطاق ضيق أول إرسال ملون على القناتين (7 و9). أطل الإذاعي محمد علي كريم من شاشة التلفزيون لتقديم البرنامج الأول الذي تضمن أغنيات قدمت مباشرة بأصوات ناظم الغزالي وحضيري أبو عزيز وعفيفة اسكندر وغيرهم. وكانت الجزائر الدولة العربية الثانية التي تلت العراق، حيث أطلقت في نهاية شهر كانون الأول/ديسمبر عام 1956 إبان الفترة الاستعمارية مصلحة بث محدودة الإرسال كانت تعمل ضمن المقاييس الفرنسية. وجاءت مصر بعد ذلك، حيث تأخر العمل بإنشاء قناة تلفزيونية إلى عام 1959، رغم أن قرار بدء بث التلفزيون المصري قد اتخذ في أواسط الخمسينيات.
بدأ التلفزيون الأرضية في الهند مع بدء بث تجريبي في دلهي في 15 سبتمبر 1959 مع جهاز إرسال صغير واستوديو مؤقتة. بدأ البث المنتظم يوميا في عام 1965 كجزء من إذاعة عموم الهند. تم تمديد خدمة التلفزيون إلى بومباي (الآن مومباي) وأمريتسار في عام 1972. حتى عام 1975، كان فقط سبع مدن هندية خدمة التلفزيون وظلت دوردارشان المزود الوحيد للتلفزيون في الهند. تم فصل خدمات التلفزيون من الإذاعة في عام 1976. وأدخلت الإذاعات التلفزيونية الوطنية في عام 1982. في نفس العام، تم إدخال اللون TV في السوق الهندية. في ذلك الوقت لم يكن هناك سوى قناة وطنية واحدة دوردارشان، التي كانت مملوكة للحكومة. ورامايانا وماهابهاراتا كانت (سواء كونها قصص الأسطورية الهندوسية يعتمد على الكتب الدينية لنفس الأسماء) أول سلسلة تلفزيونية رئيسية المنتجة. هذا المسلسل قد حقق الرقم القياسي العالمي في عدد المشاهدين لبرنامج واحد. وبحلول أواخر 1980s بدأ الناس أكثر وأكثر لامتلاك أجهزة التلفزيون. على الرغم من وجود قناة واحدة، وكان التلفزيون البرمجة وصلت التشبع. افتتح بالتالي الحكومة حتى آخر القناة التي كان جزء البرمجة الوطنية والإقليمية جزءا. كان يعرف هذه القناة في وقت لاحق من 2 DD DD مترو ". وبثت قنوات الأرضية على حد سواء. الآن يمكن أكثر من 90 في المئة من سكان الهند تلقي دوردارشان DD الوطنية البرامج من خلال شبكة من أجهزة الإرسال الأرضية تقريبا 1,400.
[ عدل ]التلفزيون الرقمي

## التلفزة الرقمية الأرضية
من منتصف 1990s، مصلحة في التلفزيون الرقمي في جميع أنحاء أوروبا كان مثل هذه CEPT عقد «تشيستر '97» المؤتمر على الموافقة الوسائل التي يمكن إدراج التلفزيون الرقمي في خطة التردد ST61.
أدى إدخال التلفزيون الرقمي في أواخر 1990s والسنوات الأولى من القرن 21st الاتحاد الدولي للاتصالات لاستدعاء مؤتمر الاتصالات الراديوية الإقليمي ل تلغي خطة ST61 ووضع خطة جديدة للإذاعة الرقمية فقط في مكانها.
في ديسمبر 2005، الاتحاد الأوروبي قرر وقف جميع الصوت التناظرية والفيديو التناظرية البث التلفزيوني بحلول عام 2012 والتحول عن البث التلفزيوني الأرضي إلى الصوت الرقمي والفيديو الرقمي (جميع دول الاتحاد الأوروبي اتفقت على استخدام DVB-T). الانتهاء من المرحلة الانتقالية هولندا في ديسمبر كانون الأول عام 2006، وبعض الدول الأعضاء في الاتحاد الأوروبي قررت تكمل التحول في أقرب وقت كما 2008 (السويد)، و(الدانمرك) في عام 2009. في حين أن المملكة المتحدة بدأت التحول في أواخر عام 2007، فإنه لن يكون كاملا حتى منتصف عام 2012. توقف بث جميع النرويج التلفزيونية التماثلية في 1 ديسمبر، 2009. [1] وقد أعربت الدول الأعضاء اثنين (غير منصوص عليها في الإعلان) المخاوف التي قد لا تكون قادرة على المضي قدما في التحول بحلول عام 2012 بسبب القيود التقنية، وبقية ومن المتوقع أن دول الاتحاد الأوروبي لوقف البث التلفزيوني التناظري بحلول عام 2012.
العديد من البلدان النامية وتقييم أنظمة التلفزيون الرقمي الأرضي.
وقد اعتمدت أستراليا معيار DVB-T والمنظم للحكومة والصناعة، والاتصالات وهيئة الإعلام الأسترالية، وقد كلفت أن جميع الإرسال التماثلي ستتوقف بحلول عام 2012. بدأ التحويل الرقمي تكليف في وقت مبكر في عام 2009 تخرج مع برنامج. وأول مركز لتجربة التحول من التناظرية يكون جهاز التحكم عن بعد من مدينة فيكتوريا الإقليمية ميلدورا، في عام 2010. ستقوم الحكومة بتزويد المنازل المحرومة في مختلف أنحاء البلاد مع الخطوط الرقمية قمة مجموعة DTV تحويل صناديق من أجل تقليل أي تعطيل التحويل. أستراليا الكبرى مجانا إلى الجو شبكات التلفزيون كانت جميعها منح تراخيص البث الرقمي والبث المطلوبة لكل واحدة على الأقل عالية الوضوح ومعيار واحد الوضوح قناة في جميع أسواقها.
في أمريكا الشمالية مواصفات التي وضعها ATSC أصبح معيار للتلفزيون الرقمي الأرضي. في الولايات المتحدة لجنة الاتصالات الاتحادية تعيين (FCC) الموعد النهائي لتقديم الخدمة switchoff التناظرية ل يونيو 12، 2009. يجب أن تشمل جميع أجهزة الاستقبال التلفزيوني الآن موالف رقمي. في كندا، والكندي إذاعة والتلفزيون والاتصالات السلكية واللاسلكية اللجنة وضعت (CRTC)، أغسطس 31، 2011، التاريخ الذي الإفراط في الهواء وخدمة البث التماثلي تتوقف في معظم أنحاء البلاد باستثناء في شمال كندا. [2] [ 3]
[ عدل ]التنافس على الطيف الراديوي
في أواخر عام 2009، أدى التنافس على الولايات المتحدة الطيف الراديوي المحدودة المتاحة لمناقشة مدى إعادة تخصيص الترددات ممكن من التلفزيون الذي يشغله حاليا، وبدأ يسأل FCC للتعليقات على كيفية زيادة عرض النطاق الترددي المتاحة ل اسلكية ذات النطاق العريض. وقد اقترح بعض خلط الاثنين معا، على القنوات المختلفة التي يتم فتح بالفعل (مثل المساحات البيضاء)، في حين أن آخرين قد اقترح «إعادة التعبئة» بعض المحطات وإجبارهم قبالة قنوات معينة، قبل سنوات قليلة بعد نفس الشيء حدث (دون تعويض إلى مذيعين) في الانتقال DTV في الولايات المتحدة.
وقد اقترح بعض المعلقين الولايات المتحدة إغلاق الإفراط في الهواء البث التلفزيوني، على أساس أنه يمكن استخدامها على نحو أفضل الطيف المتاح، والتي تتطلب المشاهدين للتحول إلى استقبال الأقمار الصناعية أو الكابل. هذا من شأنه أن القضاء على تلفزيون الهاتف المتحرك، والذي تأجل عدة سنوات بسبب قرار لجنة الاتصالات الفدرالية في اختيار ATSC والتي تملكها الشركة 8VSB التشكيل، بدلا من جميع أنحاء العالم COFDM القياسية المستخدمة في جميع البث الأرضي الرقمي الأخرى في جميع أنحاء العالم. بالمقارنة مع أوروبا وآسيا، وهذا قد افقده التلفزيون المتنقل في الولايات المتحدة، لأنه لا ATSC يتم استلامها أثناء وجوده في الحركة (أو في كثير من الأحيان حتى في الوقت الذي الثابتة) دون ATSC-M / H والأرضية DVB-T أو ISDB T- يمكن حتى من دون DVB- H أو 1SEG.
و الرابطة الوطنية للمذيعين نظمت لمحاربة مثل هذه المقترحات، وتعليقات الجمهور ويجري أيضا التي اتخذتها لجنة الاتصالات الفدرالية خلال منتصف شهر ديسمبر 2009، استعدادا ل خطة أن يطلق سراحه في منتصف فبراير 2010.
[ تحرير ]انظر أيضا
قناة تلفزيونية باشتراك
بث التلفزيون أنظمة
قوائم القنوات التلفزيونية للقوائم حسب البلد واللغة.
ترددات قناة تلفزيونية
DVB-T
ATSC موالف
[ تحرير ]المراجع
^ «DVB - بث الفيديو الرقمي - النرويج». بث الفيديو الرقمي.
^ «وتضع اللجنة نهجا جديدا للتلفزيون الكندي التقليدية» (صحفي). الكندي إذاعة والتلفزيون والاتصالات السلكية واللاسلكية اللجنة.. استرجاع 2007-05-17.
^ «الإذاعة العامة احظ CRTC 2007-53». المادتين 50 إلى 80. الكندي إذاعة والتلفزيون والاتصالات السلكية واللاسلكية اللجنة.. استرجاع 2007-05-17.
[ تحرير ]وصلات خارجية
TVRadioWorld الدليل TV محطات
W9WI.com (مكرر الأرضية والمعلومات الهاوي TV)
خرائط التغطية التلفزيونية، وتحليل الإشارات